# Cone McCaslin
Cone McCaslin, pseudonimo di Jason Paul McCaslin (Toronto, 3 settembre 1980), è un cantautore, bassista e produttore discografico canadese, noto principalmente per la sua militanza nel gruppo musicale pop punk Sum 41.

## Biografia
Di origini irlandesi e svedesi, Jason è l'unico maschio di tre figli. Prima di entrare nei Sum 41 Jason lavora come maschera in un cineteatro. Si unisce alla band come bassista nel febbraio del 1999, sostituendo Mark Spicoluk. I Sum 41 furono scritturati dalla Island Records solo pochi mesi dopo il suo ingresso nel gruppo. Insieme al cantante e chitarrista Deryck Whibley, è l'unico membro ad aver partecipato a tutti gli album dei Sum 41.
McCaslin ha iniziato a suonare il basso quando aveva 14 anni come membro di una band grunge, i Second Opinion, con l'ex batterista di Avril Lavigne, Matt Brann, e altri coetanei. Essendo stato l'ultimo musicista ad entrare nella band fu costretto ad imparare a suonare il basso, dal momento che tutti gli altri componenti avevano già scelto uno strumento.
Le sue band preferite sono i The Police e i Tenacious D.
Il 5 ottobre 2008 si è sposato con Shannon Boehlke, da cui ha avuto un figlio, Max Grey McCaslin, nato il 22 dicembre 2014.

### The Operation M.D.
Nel 2002 incomincia un progetto musicale parallelo ai Sum 41 chiamato The Operation M.D., con Todd Morse, anche se i lavori sono incominciati solo nel 2006. I The Operation M.D. hanno pubblicato alcune demo sul sito internet MySpace e il loro album di debutto, We Have an Emergency, è uscito il 20 febbraio 2007, seguito nel 2010 dal secondo album in studio Birds + Bee Stings. Il suo soprannome nel gruppo è "Dr. Dynamite", e oltre al basso è anche cantante e tastierista insieme allo stesso Morse, oltre a ricoprire il ruolo di batterista in alcune canzoni.

## Discografia

### Con i Sum 41
Album in studio
- 2001 – All Killer No Filler
- 2002 – Does This Look Infected?
- 2004 – Chuck
- 2007 – Underclass Hero
- 2011 – Screaming Bloody Murder
- 2016 – 13 Voices
- 2019 - Order in Decline

### Con i The Operation M.D.
Album in studio
- 2007 – We Have an Emergency
- 2010 – Birds + Bee Stings